# Семёнов, Валентин Александрович
Валенти́н Алекса́ндрович Семёнов (13 [26] декабря 1911, Рязанская область — 27 июня 1988, Волгоград) — советский государственный и хозяйственный деятель.
Депутат Верховного Совета РСФСР. Кандидат в члены ЦК КПСС.

## Биография
Родился в бедной крестьянской семье. Русский.
В 1930 г. юношей приехал в Сталинград на строительство тракторного завода в числе энтузиастов-семитысячников. Начал свою деятельность чернорабочим, рыл котлованы для цехов. Одновременно осваивал профессию фрезеровщика.
В 1935 г. окончил литейный факультет Сталинградского тракторного института (ныне — Волгоградский государственный технический университет) и стал инженером.
В годы Великой Отечественной войны участвовал в эвакуации оборудования Сталинградского тракторного завода на Урал. Осенью 1942 года помогал налаживать там выпуск самоходных артиллерийских установок. Возвратившись в родной город, продолжал работать на восстановлении тракторного завода.

## Послужной список
- с 1943 г. — главный металлург завода,
- с 1945 г. — начальник цеха,
- с 1950 г . — начальник производства.
- с 1957 по 1982 г. — директор, генеральный директор СТЗ-ВгТЗ.

В первые послевоенные годы конструкторы СТЗ вместе с коллегами Алтайского и Харьковского тракторных заводов разработали дизельный трактор ДТ-54. Поставленный на серийное производство уже в 1949 г., этот трактор стал выпускаться в массовых количествах, поступать на сельскохозяйственные предприятия нашей страны и поставляться на экспорт в 32 страны мира. Помимо тракторов на заводе выпускались плавающие танки ПТ-76 и военные гусеничные плавающие авиадесантируемые машины особо легкой весовой категории для Воздушно-десантных войск.
В 1982 году ушёл на пенсию. Умер в 1988 году. Похоронен в Волгограде на Центральном кладбище

## Память
- Мемориальная доска установлена в Центральном районе Волгограда на стене жилого дома по адресу: Аллея Героев, 2.

## Награды
- Герой Социалистического Труда.
- ордена Ленина.
- ордена Ленина.
- ордена Ленина.
- орден Октябрьской революции.
- орден Трудового Красного Знамени.
- орден «Знак Почёта».
- орден «Знак Почёта».
- Почётный гражданин города-героя Волгограда.
- Государственная премия СССР
- Заслуженный машиностроитель РСФСР